# Belisário Alexandrino
Belisário Cícero Alexandrino (Icó, 20 de abril de 1845 — Fortaleza, 10 de outubro de 1929) foi advogado e político brasileiro. Foi governador do Ceará, de 12 a 14 de julho de 1912.

## Biografia
Nasceu no Icó, filho de Francisco José Alexandrino e Rita Alexandrino. Era neto materno do tenente-coronel João André Teixeira Mendes. Em 1856, mudou-se com a família para a vila da Telha, atual cidade de Iguatu, dedicando-se à profissão de advogado em que se iniciou em 1865, provisionando-se, em 1872, pela Relação de Pernambuco.
Foi promotor, delegado de Higiene, inspetor Escolar, vereador, presidente da Câmara, intendente, tenente-coronel do 44º Batalhão de Infantaria de Iguatu, da Guarda Nacional. Com a extinção desse, foi nomeado coronel comandante da 8ª Brigada. Presidiu a Assembleia no Antigo Regime (de 1900 a 1912), sendo incontestavelmente notável a sua atuação na tribuna parlamentar, principalmente no biênio 1888-1889, quando era o único deputado da facção liberal Acioli. Por ocasião da seca de 1877-1879, prestou relevantes serviços à população iguatuense e dos municípios vizinhos, com a abertura de uma farmácia, em 1878, para o que obteve a necessária licença da Junta de Higiene do Rio de Janeiro.
Como intendente de Iguatu, foi deposto por um movimento popular, no Governo Franco Rabelo, abandonando a cidade sob disfarce, pois criara contra si uma situação a que não pôde enfrentar, vindo, então, a residir em Fortaleza, onde faleceu.